# Primelles
Primelles ist eine französische Gemeinde mit 193 Einwohnern (Stand: 1. Januar 2022) im Département Cher in der Region Centre-Val de Loire. Sie gehört zum Arrondissement Bourges und zum Kanton Chârost. 

## Geographie
Primelles liegt etwa 25 Kilometer südwestlich von Bourges. Das Gemeindegebiet wird vom Flüsschen Pontet durchquert. Umgeben wird Primelles von den Nachbargemeinden Civray im Norden, Lunery im Osten und Nordosten, Lapan im Osten, Corquoy im Südosten, Venesmes im Süden und Südosten, Saint-Baudel im Süden, Mareuil-sur-Arnon im Westen und Südwesten sowie Saint-Ambroix im Westen und Nordwesten.

## Bevölkerungsentwicklung
| Jahr                      | 1962 | 1968 | 1975 | 1982 | 1990 | 1999 | 2006 | 2013 | 2020 |
| Einwohner                 | 363  | 336  | 302  | 264  | 247  | 261  | 257  | 248  | 222  |
| Quelle: Cassini und INSEE |      |      |      |      |      |      |      |      |      |

## Sehenswürdigkeiten
- Kirche Saint-Laurent aus dem 12. Jahrhundert, seit 1911 als Monument historique klassifiziert (siehe auch: Liste der Monuments historiques in Primelles)